# Бегичев, Матвей Семёнович
Матвей Семёнович Бегичев (1724—1791) — русский инженер фортификации и артиллерии, генерал-поручик. Известен также своими переводами с немецкого языка.

## Биография
Сын отставного капитана, происходившего из малоярославецкой ветви рязанского рода Бегичевых. Его старший брат Пётр Семёнович после 1777 года служил рижским обер-комендантом в чине генерал-майора.
В службу зачислен в 1736 году. После года учёбы в Московской артиллерийской школе был в 1738 году отозван в отпуск. В 1740 году продолжил обучение в Сухопутном шляхетном кадетском корпусе, откуда был выпущен 23 декабря 1747 года в чине инженер-прапорщика — в Инженерный корпус. Отличился в сражениях Семилетней войны.
В 1751 году перевёл с немецкого сочинение Г.-А. Беклера «Подлинное известие о славнейшей крепости, называемой Склонность, её примечанию достойной осады и взятья купно с приложенным чертежом», который издал через 14 лет в организованной им при Инженерном корпусе типографии. В 1753 году перевёл «Разумные мысли о силах человеческого разума и их исправном употреблении в познании правды» Х. Вольфа, изданные в том же году, что и предыдущее сочинение. Для этого издания составил словник немецких философских терминов.
С апреля 1754 года — инженер-подпоручик, с 1762 года — капитан артиллерии. В 1764—1776 годах — директор Артиллерийского и инженерного корпуса. В феврале 1776 года перешёл на службу в артиллерию полковником. В 1779 году произведён в генерал-майоры. С 1780 года — на службе в Москве, в 1782 году переведён в Киев, где руководил городским арсеналом и ведал реконструкцией Печерской крепости. В 1786 году произведён в генерал-поручики. С 1789 года — в отставке.
В 1777 году перевёл записки ганноверского резидента Х.-Ф. Вебера «Переменившаяся Россия» за 1714—1719 годы (остались в рукописи).

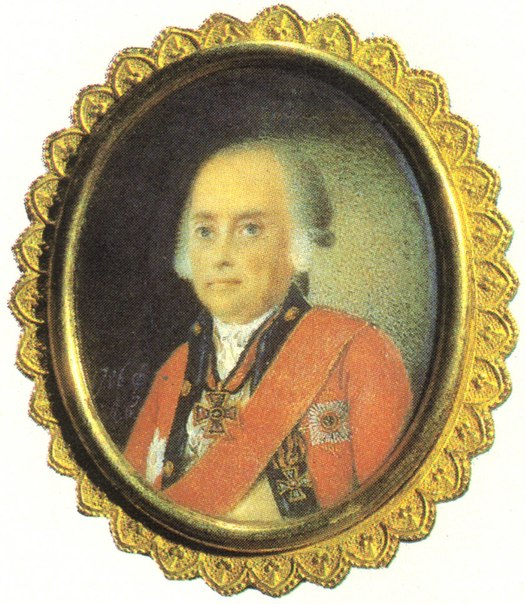
М. С. Бегичев в преклонном возрасте

Умер 8 ноября 1791 года. Могила Бегичева находилась в Успенском соборе Киево-Печерской лавры, разрушенном в 1941 году.

## Награды
- Орден св. Анны (1785)
- Орден Св. Владимира 2-й ст.
- Орден Св. Георгия 4-й ст.

## Семья
В браке с Прасковьей Васильевной Незнановой имел детей:
- Иван Матвеевич (1766—1816), генерал-майор.
- Дмитрий Матвеевич (1768—1836), масон, генерал-майор (1800); в 1832 году поселился в Киеве, где по его усадьбе получила название Бегичевская улица[4].
- Александра, жена барона Александра Ивановича Маламы (1749—1813); у них сын Матвей.